# 大学の若大将
『大学の若大将』（だいがくのわかだいしょう）は、加山雄三主演の日本映画。若大将シリーズの第1弾。1961年7月8日公開。東宝製作。併映は千葉泰樹監督の『香港の夜』。（主演宝田明、司葉子）

## 概要
1960年代の日本映画を代表する人気シリーズの第1作である。東宝の娯楽映画のベテラン杉江敏男が監督した。この映画から加山雄三は大スターの道を歩むことになる。また、それまで端役だった田中邦衛にとって初めての大きな役で、この作品での青大将役の存在感が認められ、青大将は若大将の悪友的な存在としてシリーズにはなくてはならないキャラクターとなった。藤山陽子はこの作品でデビューした。観客動員は387万人の大ヒットとなった。

### ストーリー
京南大学法学部の学生、田沼雄一は麻布の老舗のすき焼き屋「田能久」の長男で、水泳部のエースでもあり、周囲から「若大将」というニックネームで呼ばれている。親切でおっとりとした性格だが、喧嘩に強く、仲間の為なら親から貰った学費を流用する豪快さもある。またギターを得意とし、演奏のアルバイトもしている。同じ大学に通う石山製菓の御曹司である新次郎、通称「青大将」とはライバル関係にある。近頃、田能久は近所にオープンしたナイトクラブ形式のステーキ屋「黒馬車」が繁盛しているせいもあって客足が遠のき始めており、若大将は父親・久太郎に、カンフル剤として流行りのバーベキューを取り入れたモダンな雰囲気に改装する事を提案するが、謹厳実直な久太郎と意見が合わずに衝突する。ある日、バスで老婆に席を譲ろうとして、チンピラ2人組と揉めていた、石山製菓のキャンディ・ガールをしている中里澄子を若大将は助けるが、喧嘩を売ってきたチンピラ2人組をノックアウトしてしまった事で警察のご厄介になる。さらに、黒馬車で演奏のアルバイトをしていたことが久太郎にバレた事、店の金を使い込んだ妹・照子をかばった事、店の高級肉を盗み出したと誤解を受けた事（水泳部の仲間に食べさせる為で、祖母・りきが持たせた）等が原因で、勘当を食らってしまう。とりあえず知り合いの植木屋の居候になるが、大食漢の若大将に植木屋のおかみさんは閉口。気まずくなった若大将は、水泳部マネージャーの多胡が管理人をしている、芦ノ湖畔にある野村デパートの社長が持つ別荘に転がり込む。別荘にある食材を使った料理を楽しんでいた所、野村社長の娘・千枝子が来て野村一家が予定よりも早く別荘を利用すると伝えた為、居場所を失った若大将は多胡の紹介で、芦ノ湖の貸しボートハウスで住み込みのアルバイトを始める。そこで、たまたま夏季出店の為に来ていた澄子と出会う。仲良くする二人。しかしバカンスに来ていた青大将も澄子を狙っており、何かとちょっかいを出してくる。湖上監視員役を任された若大将は、ボートが転覆して溺れそうになっていた野村社長とその息子を双眼鏡で見つけ、モーターボートを操縦して助けるが、それがきっかけで、千枝子との見合い話が持ち上がる。乗り気でない若大将だったが、多胡が千枝子に好意を持っていることを知り、あえて見合いを受けて、その場に多胡を呼び、彼の気持ちを千枝子に伝えて恋のキューピッド役になろうと計画する。結果的に見合いは台無しになったが、率直な青年だと高い評価を受けた。だが、たまたま若大将の見合い現場を目撃した澄子は、若大将が他の女と結婚をしようとしていると誤解をし、嫉妬心からヤケになってしまう。若大将が出場する水泳リレー大会の開催日、澄子は青大将の誘いに乗り、彼の車でドライブに出かけるが、若大将の応援に駆け付けるために急いでいた祖母・りきが道路に飛び出してきて、ブレーキを踏んだが間に合わず、りきを撥ねてしまう。事故の知らせを受けた若大将は病院にかけつけ、輸血をしてりきを助ける。その後、青大将の提案で、彼の運転する車で会場まで取って返す。途中でスピード違反で白バイに止められるも、事情を話すと白バイが会場まで先導してくれた。そのおかげでなんとか間に合った若大将の活躍で水泳部は見事優勝。りきの命を救った事で久太郎からの勘当も解け、澄子とも和解。田能久は若大将の提案通り、バーベキューも扱うモダンな雰囲気に改装し、それが当たって店は大繁盛する。

## ロケ地
- 箱根芦ノ湖
- 芦ノ湖プリンスホテル（現ザ・プリンス箱根）
- 明治神宮水泳場（旧神宮プール）
- 外苑西通り（東京都道418号北品川四谷線の一部）
- 外苑橋

## 配役
- 田沼雄一 - 加山雄三
京南大学法学部政治学科、水泳部
- 中里澄子 - 星由里子
石山製菓キャンディストア店員
- 団野京子 - 団令子
- 多湖誠（水泳部のマネージャー） - 江原達怡
- 北川はるみ - 北あけみ
- 田沼久太郎（田沼雄一の父） - 有島一郎
- 野村千枝子 - 藤山陽子
- 野村社長 - 上原謙
- 植木屋半七 - 藤原釜足
- 滝沢（水泳部の先輩、コーチ） - 土屋嘉男
- 田沼りき（田沼雄一の祖母） - 飯田蝶子
- 野村夫人 - 久慈あさみ
- 白バイの警官 - 堺左千夫
- 田沼照子（田沼雄一の妹） - 中真千子
- 石脇教授 - 左卜全
- 支配人 - 丘寵児
- 管理人のおやじ - 沢村いき雄
- 石山新次郎（青大将） - 田中邦衛
- 田中（渡り鳥の明） - 岩本弘司
- 高橋（にやけの英坊） - 西條康彦
- 太田（ろくでなしのジョー） - 鈴木和夫
- ホステス(トランジスタのチャコ) - 紅美恵子
- 板前の兼さん - 佐田豊
- 半七の女房　みね - 菅井きん
- 警官 - 大友伸
- 愚連隊風の男 - 桐野洋雄、中山豊
- お手伝いさん - 河美智子
- 水泳部員 - 山田彰、大前亘、鈴木孝次、若松明

## スタッフ
- 監督:杉江敏男
- 製作:藤本真澄
- 脚本:笠原良三、田波靖男
- 音楽:広瀬健次郎
- 撮影:鈴木斌
- 美術:村木忍
- 録音:矢野口文雄
- 照明:猪原一郎
- チーフ助監督:梶田興治
- 製作担当者:根津博
- 整音:宮崎正信
- スチール:秦大三

## 楽曲
- 大学の若大将
作詞／岩谷時子、作曲／広瀬健次郎、歌／デューク・エイセス
- 夜の太陽
作詞／三田恭次、作曲／中村八大、歌／加山雄三
- 俺たち河童の子
作詞／梶田興治、作曲／広瀬健次郎、歌／京南大学水泳部